# جيمس دالي
جيمس دالي (بالإنجليزية: James Dale)‏ (6 مارس 1789 - 31 ديسمبر 1828) هو لاعب كريكت بريطاني (وحمل سابقاً جنسية المملكة المتحدة لبريطانيا العظمى وأيرلندا ومملكة بريطانيا العظمى).